# Kilwa Kisiwanis och Songo Mnaras ruiner
Kilwa Kisiwanis och Songo Mnaras ruiner i Tanzania upptogs 1981 på Unescos världsarvslista. Mellan 2004 och 2014 var de även upptagna på Unescos lista för hotade världsarv.
Detta är lämningarna av två stora östafrikanska hamnar belägna på två öar några kilometer från kusten. Mellan 1200-talet och 1500-talet var detta betydande handelsplatser för guld, silver, slavar, elfenben, pärlor, parfym, kinesiskt porslin m.m.
Den norra ön såldes på 800-talet till en arabisk köpman, som grundlade Kilwa Kisiwani, Kilwa på ön, som skulle komma att bli en av de viktigaste handelsplatserna kring Indiska oceanen. Rikedomen medförde att man kunde bygga imponerande byggnader av sten och korall, som stora moskéer och palats. En av dem som imponerades var Vasco da Gama.
År 1505 erövrades staden av portugiser som byggde ett fort och ett fängelse, kallat Gereza.

## Historia
Kilwa Kisiwani var en islamisk stats-stat på swahili-kusten i Östafrika. Hamnstaden grundades på 900-talet av nybyggare från Arabien och Iran och blev ett stort handelscentrum.
Den norra ön såldes på 800-talet till en arabisk köpman, som grundlade Kilwa Kisiwani, Kilwa på ön, som skulle komma att bli en av de viktigaste handelsplatserna kring Indiska oceanen. Rikedomen medförde att man kunde bygga imponerande byggnader av sten och korall, som stora moskéer och palats. 
Mellan 1200-talet och 1500-talet var detta betydande handelsplatser för guld, silver, slavar, elfenben, pärlor, parfym, kinesiskt porslin m.m. En av dem som imponerades var Vasco da Gama. År 1505 erövrades Kilwa av Francisco de Almeida när han var på väg till portugisiska Indien för att tillträda som vicekung. Sjömän och soldater från den stora konvojen avdelades för att bygga ett fort och ett fängelse, kallat Gereza. Fortet övergavs 1512.

## Ruiner

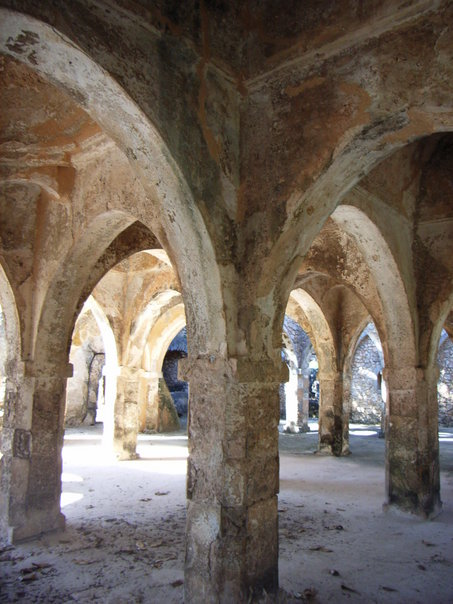
Stora moskén i Kilwa Kisiwani.

Ruinerna på öarna Kilwa Kisiwani och Songo Mnara ligger cirka 200 kilometer söder om Dar es-Salaam. På 1300-talet var öarna det viktigaste handelscentrat på den östafrikanska kusten. Välståndet byggde på kontroll av guldhandeln som utgick från Stora Zimbabwe.

### Den stora moskén
Den stora moskén på ön Kilwa Kisiwani i Tanzania började byggas år 1050 då Ali ibn al-Hassan Shirazi blev den första sultanen på Swahilikusten. I början av 1300-talet utförde Sultan al-Hasan ibn Sulaiman en tillbyggnad med en kupol.

### Palatset Husuni Kubwa

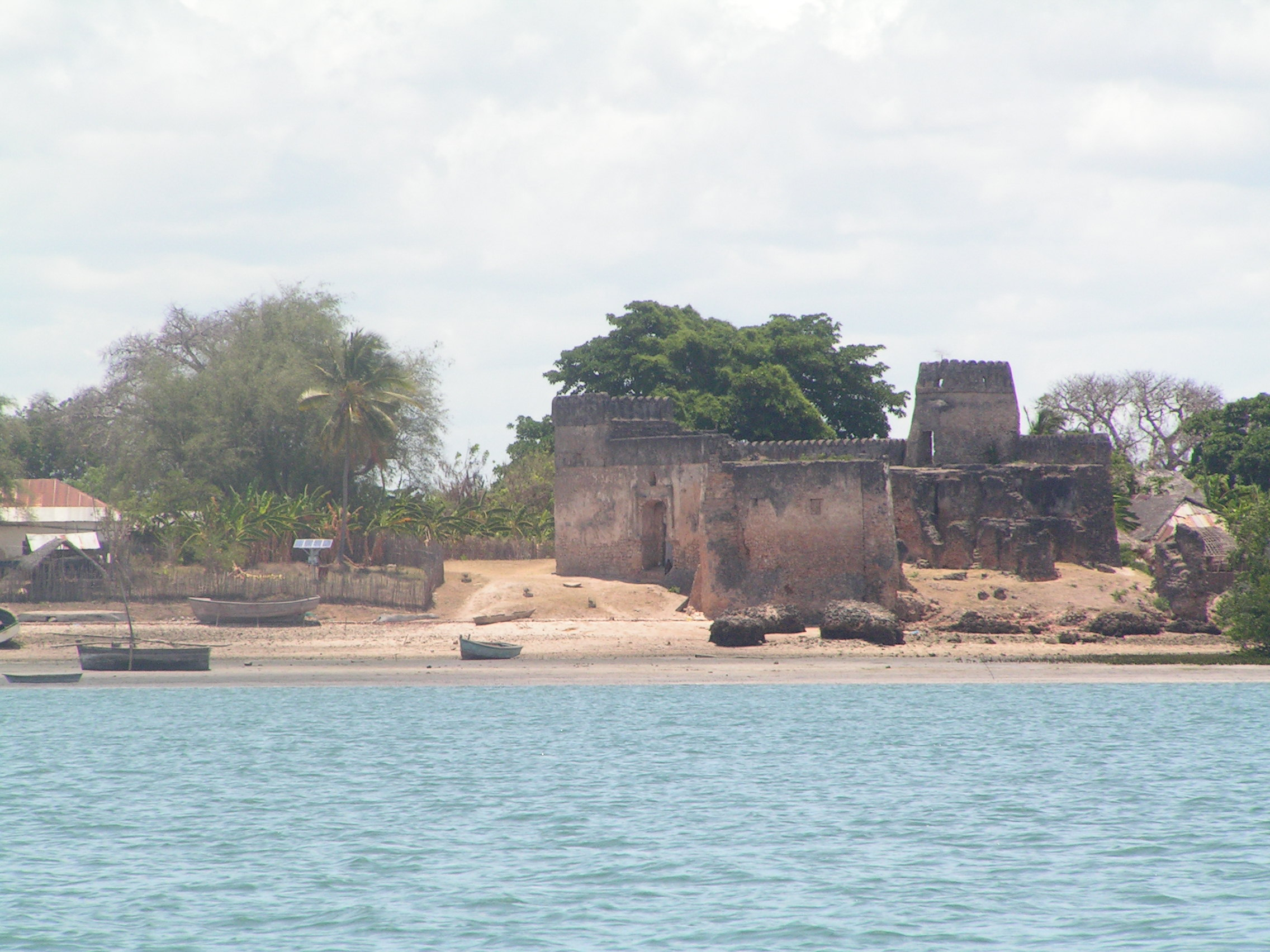
Husuni Kubwa vid Kilwa Kisiwani.

Husuni Kubwa från början på 1300-talet var sultanens palats och låg vid hamnen. Det byggdes av al-Hasan ibn Sulaiman som var sultan mellan 1310 och 1333. Palatset är byggt efter arkitektur från Shiraz i Iran. Och spred sig över Swahilikusten.
År 1331 fick sultanen besök av den muslimske upptäcktsresanden ibn Battuta. I sin reseskildring, rihla beskriver han den harmoniska stadsplanen och att den var grunden till Kilwa Kisiwanis välstånd.

### Songo Mnara
Songo Mnara ligger på en ö strax söder om Kilwa Kisiwani. Där finns ruiner av ett stort palats, hus och gravar och flera moskéer från samma tid. Dessa ruiner har stor betydelse för förståelsen av kulturen på Swahilikusten och hur den islamiska kulturen spreds i Östafrika från 900-talet.